# Willfried Lahrs
Willfried Lahrs (* 28. Februar 1913 in Hamburg-Altona; † 26. April 2006) war ein deutscher Turner und Trainer.

## Leben und sportliche Karriere
Lahrs war bereits als Kind Vorturner im Eimsbütteler Turnverband. Mit 14 Jahren fing er an, Fußball zu spielen, als 16-Jähriger begann er wieder zu turnen. Er trat in die Hamburger Turnerschaft von 1816 ein und begann hier seine Kunstturnerlaufbahn. 1934 wurde er erster Zwölfkampfsieger auf dem Kreisturnfest in Hamburg, 1935 Gaufestsieger im Zwölfkampf auf dem Gauturnfest in Lübeck, 1936 zweiter und 1937 erster Zwölfkampfsieger auf den Kreisturnfesten. Er absolvierte zahlreiche Städtekämpfe, Vereinswettkämpfe und absolvierte im Frühjahr 1938 zwei Gaukämpfe Nordmark-Niederrhein.
Lahrs gehörte zeitweise der deutschen Nationalmannschaft an.
Nach dem Ende seiner aktiven Zeit war er weiterhin als Trainer tätig. Zu den von ihm hierbei geförderten Talenten gehörte unter anderem Yvonne Musik.
Lahrs war Ehrenmitglied der Hamburger Turnerschaft von 1816. Ein Pokal ist nach ihm benannt, der posthum geschaffen wurde.

## Ehrungen
Der Deutsche Turner-Bund verlieh ihm die Ehrennadel und den Ehrenbrief, er ist Träger der Ehrennadel und der Leistungsplakette der Deutschen Olympischen Gesellschaft und Inhaber der Medaille für treue Arbeit im Dienste des Volkes der Freien und Hansestadt Hamburg.